# Can Llobet de Dalt
Can Llobet de Dalt és una obra del municipi de Fogars de la Selva (Selva) inclosa en l'Inventari del Patrimoni Arquitectònic de Catalunya.

## Descripció
Can Llobet es tracta d'un mas de planta rectangular que consta de planta baixa i pis superior i que està cobert amb una teulada a dues aigües de vessants a façana. Pel que fa al seu emplaçament el mas està ubicat en un terreny parcialment regular. I és que part de la masia s'assenta sobre un terreny pla, mentre que l'altra meitat està emplaçada sobre un terreny irregular, en format de semi-pendent.
Les dues plantes estan equipades amb dues obertures respectivament. De les quatre cal destacar especialment el portal d'arc de mig punt adovellat, equipat amb unes dovelles de pedra sorrenca de gran mida molt ben escairades i treballades. La resta d'obertures són bastant irrellevants.
Quant a la resolució dels espais exteriors la façana està totalment arrebossada.
La masia s'ha anat ampliant amb el pas successiu del temps. La prova la tenim en la meitat esquerra, ubicada en semi-pendent i amb el teulat irregular a diferent nivell, la qual és fruit d'una ampliació posterior, que va sorgir per donar sortida o satisfer les necessitats del moment.
Exemptes i disseminades per tota la finca o propietat trobem diverses dependències de treball. Entre totes aquestes cal destacar especialment la pallissa, la qual està ubicada davant del mas sobre una petita terrassa sobreelevada. Es tracta d'una pallissa de planta única coberta amb una teulada a dues aigües de vessants a laterals. La coberta, sustentada per uns poderosos cairats de fusta, és irregular, ja que la vessant esquerra és molt més gran. En un dels tres pilars que sostenen la coberta es pot apreciar la data de 1834. Davant de la pallissa trobem, en un bon estat de conservació, l'antiga era on es trillaven els cereals.
Contemplant fotografies antigues, com ara la de la fitxa del Servei de Patrimoni núm. 26.736, ens adonem que el mas no ha experimentat canvis significatius des del 1984, sinó que pràcticament segueix igual.
El mas de Can Llobet, tot i l'edat avançada que aparenta a primera vista presenta un bon estat de conservació, gràcies de ben segur a les obres de manteniment i millora que es practiquen en el mas com així ho evidencia la façana principal la qual dona la sensació que ha estat arrebossada en un període relativament recent.

## Història
El nom de Falgars apareix citat en un document de l'any 922 relacionat amb l'església parroquial de Sant Cypriani et Santa Justa in villa Falgars.
L'any 974 el municipi es troba sota la tutela del papa Benet VI a través de Hildesind, abat de Sant Pere de Rodes. Posteriorment un precepte dictat per Lotari reafirma el 982 aquest lligam.
Més endavant el terme passà a dependre dels vescomtes de Girona, després vescomtes de Cabrera.
En una butlla papal de Lluci III del 1185, consta que el monestir de Breda tenia importants alous a la parròquia de Ramió.
Amb la divisió provincial del 1833 el municipi entrà dins la província de Barcelona, sent l'únic de La Selva que pertany a aquesta demarcació.